# Il grande sentiero (film 1931)
Il grande sentiero è un film del 1931 diretto da Louis Loeffler e Raoul Walsh.

## Produzione
Versione girata in italiano dell'omonimo film con John Wayne distribuito negli Stati Uniti l'anno precedente. Assieme alla versione inglese e italiana vennero girate anche le versioni in francese, tedesca e spagnola. Nella versione italiana il ruolo di protagonista viene affidato a Franco Corsaro.

## Distribuzione
Pur essendo girato in lingua italiana il film venne distribuito in alcuni cinematografi degli Stati Uniti, con la prima a Los Angeles il 21 febbraio 1931, mentre in Italia venne distribuito in marzo.